# Kydonia

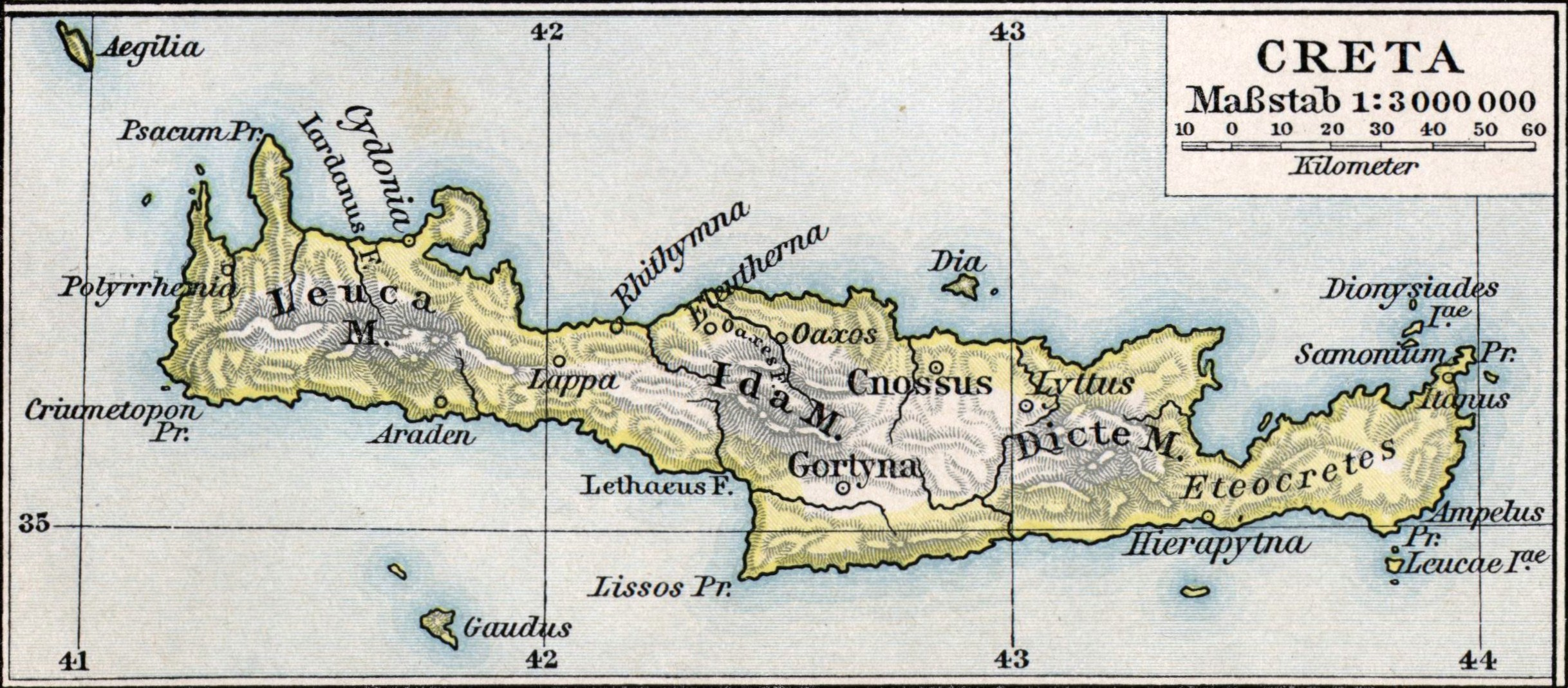
Cydonia im Nordwesten Kretas in römischer Zeit

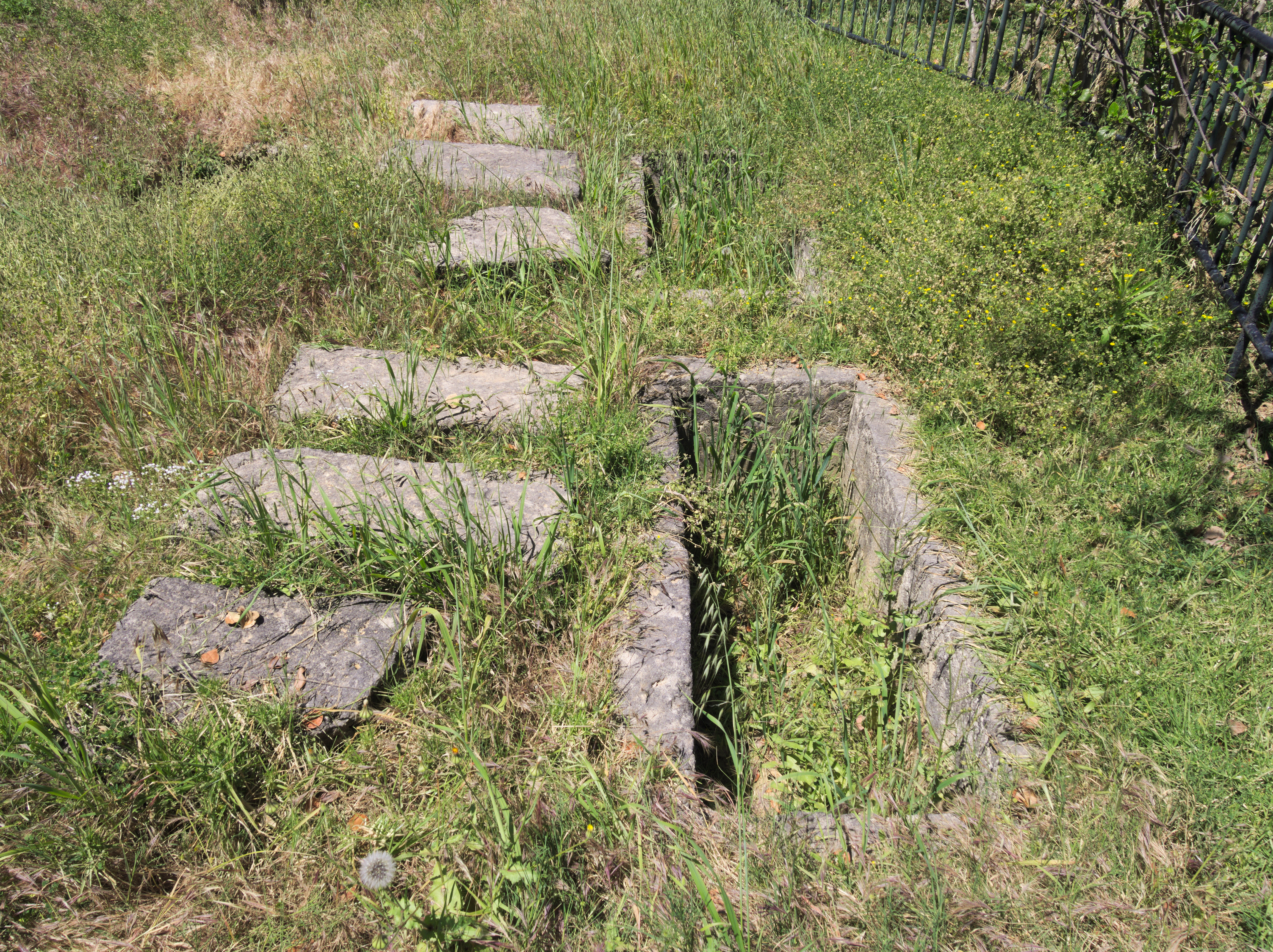
Antike Kistengräber von Kydonia, 4. Jh. v. Chr.

Kydonia oder Kydonien (mykenisch 𐀓𐀈𐀛𐀊 ku-do-ni-ja / Kudōniā; altägyptisch Kutunaja, lateinisch Cydonia) war eine wichtige minoische Siedlung und später ein altgriechischer Stadtstaat (Polis) am nordwestlichen Ufer der Insel Kreta, auf dem Boden der heutigen griechische Stadt Chania. Zumindest in der klassischen Antike war es laut Strabon nächst Knossos und Gortyn die mächtigste Stadt Kretas.
Laut kretischer Sage war Minos oder König Kydon, Sohn des Hermes und der Minos-Tochter Akakallis, Gründer der Stadt. Nach arkadischer Auffassung gründeten hingegen Leute aus Tegea Kydonia, denn Kydon sei ein Sohn des Tegeates gewesen. Bereits Homer gibt an, die Kydonen seien eines der fünf alten Völker Kretas gewesen und hätten beidseits des Flusses Iardanos gesiedelt. Die Kydonen werden auch einmal im 12. Buch der Aeneis von Vergil als gute Bogenschützen erwähnt.
Fassbarer wird die Geschichte Kydonias erst für die zweite Hälfte des 6. Jahrhunderts v. Chr. Nach einer gescheiterten Rebellion gegen Polykrates geflohene Samier gründeten die Stadt um 520 v. Chr. neu. Fünf Jahre später aber wurden die samischen Kolonisten von den vereinigten Aigineten und Kretern in einer Seeschlacht geschlagen und versklavt; die Aigineten selbst besiedelten nun Kydonia. Seitdem war die Stadt dorisch geprägt. Während des Peloponnesischen Kriegs verheerten 429 v. Chr. Athener, die auf Betreiben der Einwohner von Kydonias Nachbarort Polichna mit 20 Schiffen nach Kreta gesegelt waren, das Gebiet Kydonias. Um 342 v. Chr. wurde die Stadt vom Phoker Phalaikos belagert, der hier seinen Tod fand.
In hellenistischer Zeit war Kydonia zu Anfang des 3. Jahrhunderts v. Chr. mit Aptera alliiert. Um 219 v. Chr. gehörte Kydonia zum mit den Aitolern verbündeten knossischen Bund; es wurde von den durch makedonische und achaiische Hilfstruppen unterstützten Polyrrheniern belagert und trat gezwungen vom knossischen zum polyrrhenischen Bund über. Dreißig Jahre später führte Kydonia Krieg gegen Gortyn und Knossos. 184 v. Chr. wurden die Kydoniaten durch den römischen Gesandten Appius Claudius Pulcher veranlasst, das Gebiet von Phalasarna aufzugeben, wo sie sich festgesetzt hatten. 171/70 v. Chr. hätten sie ihre Stadt fast an die Gortynier verloren, gegen die sie sich aber durch die Hilfe der Truppen des pergamenischen Königs Eumenes II. behaupten konnten. Der Gefahr kaum entronnen, begingen sie einen Vertragsbruch, indem sie Apollonia überfielen, die dortigen Männer töteten und deren Habe unter sich verteilten.
Im Rahmen des dritten Krieges, den die Römer gegen König Mithridates VI. von Pontos führten, kämpfte Marcus Antonius Creticus, der Vater des Triumvirn Marcus Antonius, 72/71 v. Chr. wenig glücklich gegen die Kreter, darunter wohl auch gegen Einheiten aus Kydonia. 69 v. Chr. gewann Quintus Caecilius Metellus Creticus gegen die Kreter unter ihrem Feldherrn Lasthenes eine Schlacht bei Kydonia, woraufhin Lasthenes nach Knossos floh; Kydonia ergab sich Metellus. Octavian, der spätere Kaiser Augustus, erklärte die Stadt 30 v. Chr. für autonom, weil sie ihn gegen seinen Kontrahenten Marcus Antonius unterstützt hatte. In der Spätantike war Kydonia ein christlicher Bischofssitz.
Die exakte Lage von Kydonia wurde zunächst nur aufgrund der historischen Quellen von Robert Pashley festgestellt, da Ausgrabungen Anfang des 19. Jahrhunderts noch nicht möglich waren. Diese wurden systematisch erst ab den späten 1960ern durchgeführt, große Teile des vorgeschichtlichen und antiken Kydonias sind allerdings durch die Errichtung von Befestigungen während der Araber- und Türkenherrschaft weithin verbaut. Östlich des alten Hafens von Chania wurden einige minoische Gebäude freigelegt und u. a. auch Linear-B-Dokumente entdeckt. Aus hellenistischer und römischer Zeit gibt es nur geringe Überreste. Es wurden auch zahlreiche von der Stadt geprägte Münzen entdeckt, die aus dem Zeitraum vom 4. Jahrhundert v. Chr. bis zum Beginn des 3. Jahrhunderts n. Chr. stammen. Archäologische Funde aus Kydonia, die bis ins Neolithikum zurückreichen, werden im archäologischen Museum der Stadt Chania bewahrt. Der wohl berühmteste Sohn der Stadt war der Bildhauer Kresilas.